# Houston Oilers 1976
La stagione 1976 degli Houston Oilers è stata la sesta della franchigia nella National Football League, la 16ª complessiva. La squadra iniziò vincendo quattro delle prime prime cinque gare, con l’unico sconfitta che giunse per un solo punto contro gli Oakland Raiders futuri vincitori del Super Bowl. Nel resto della stagione invece gli Oilers vinsero una sola gara, mancando i playoff per la settima stagione consecutiva.

## Scelte nel Draft 1976
Nel Draft NFL 1976 gli Oilers scelsero nel quarto giro il futuro membro della Pro Football Hall of Fame Steve Largent ma questi fu scambiato dopo le gare di pre-stagione con i debuttanti Seattle Seahawks per una scelta dell'ottavo giro del Draft NFL 1977.

## Calendario
| Stagione regolare |                        |           |
| Turno             | Avversario             | Risultato |
| 1                 | Tampa Bay Buccaneers   | V 20–0    |
| 2                 | at Buffalo Bills       | V 13–3    |
| 3                 | Oakland Raiders        | S 14–13   |
| 4                 | at New Orleans Saints  | V 31–26   |
| 5                 | Denver Broncos         | V 17–3    |
| 6                 | at San Diego Chargers  | S 30–27   |
| 7                 | Cincinnati Bengals     | S 27–7    |
| 8                 | at Baltimore Colts     | S 38–14   |
| 9                 | Cleveland Browns       | S 21–7    |
| 10                | at Cincinnati Bengals  | S 31–27   |
| 11                | at Pittsburgh Steelers | S 32–16   |
| 12                | Atlanta Falcons        | V 20–14   |
| 13                | at Cleveland Browns    | S13–10    |
| 14                | Pittsburgh Steelers    | S 21–0    |

## Classifiche
| AFC Central            | AFC Central | AFC Central | AFC Central | AFC Central | AFC Central | AFC Central | AFC Central | AFC Central | AFC Central |
|                        | V           | S           | P           | %           | DIV         | CONF        | PF          | PS          | Str.        |
| ---------------------- | ----------- | ----------- | ----------- | ----------- | ----------- | ----------- | ----------- | ----------- | ----------- |
| Pittsburgh Steelers(3) | 10          | 4           | 0           | .714        | 5–1         | 9–3         | 342         | 138         | V9          |
| Cincinnati Bengals     | 10          | 4           | 0           | .714        | 4–2         | 8–3         | 335         | 210         | V1          |
| Cleveland Browns       | 9           | 5           | 0           | .643        | 3–3         | 6–5         | 267         | 287         | S1          |
| Houston Oilers         | 5           | 9           | 0           | .357        | 0–6         | 3–9         | 222         | 273         | S2          |